# 다카이도 나들목
다카이도 나들목(일본어: 高井戸インターチェンジ, たかいどインターチェンジ 타카이도인타첸지[*]) 또는 다카이도 출입구(일본어: 高井戸出入口, たかいどでいりぐち 타카이도데이리구치[*])는 도쿄도 스기나미구에 있는 수도고속도로 4호선 신주쿠 선과 주오 자동차도의 나들목이다.

## 개요
수도고속도로와 주오 자동차도는 다카이도 나들목에서 접속하고 있다. 따라서 이 나들목은 수도고속도로 4호선 신주쿠 선의 종점임과 동시에, 주오 자동차도의 기점이다.
그렇지만, 주오 자동차도의 하행선에는 일반도로부터의 입구는 없고, 수도고속도로 본선(수도고속도로 4호선 신주쿠 선)로부터밖에 들어갈 수 없는 스리 쿼터 나들목으로 되어 있다. 이 때문에 주오 자동차도 하행 방면을 이용하기 위해서는 도심방면 앞의 수도고속도로 4호선 신주쿠 선 에이후쿠 출입구를 이용해서 주오 자동차도로 진입하거나 나고야 방면에 일반도로를 나아가서 주오 자동차도 조후 나들목을 이용해야 한다.

## 역사

### 다카이도 출입구
- 1973년 8월 15일 : 에이후쿠 출입구 ~ 다카이도 간 개통에 따른 개설

### 다카이도 나들목
- 1976년 5월 18일 : 다카이도 나들목 ~ 조후 나들목 구간의 개통에 따라 상행선출구를 개설하고, 수도고속도로와 접속

## 접속 도로
- 도쿄도도 제14호선
- 도쿄도도 제311호선

## 인근 시설
- 다카이도 역
- 하치만야마 역

## 인접 교차로 및 시설
- 수도고속도로 4호선 신주쿠 선
  - 에이후쿠 출입구 - 다카이도 출입구
- 주오 자동차도
  - 다카이도 나들목 - 주오 분기점(계획) - 미타카 요금소/버스 정류장 - 조후 나들목(7.7km)